# Gimnastyka na Letnich Igrzyskach Olimpijskich 1896 – ćwiczenie na poręczach
Ćwiczenia na poręczach były jedną z ośmiu dyscyplin w gimnastyce na Letnich Igrzyskach Olimpijskich 1896 w Atenach. Zawody zostały rozegrane 10 kwietnia. 18 zawodników z 5 krajów stanęło na starcie w zawodach. Wygrał Niemiec Alfred Flatow, drugi był Szwajcar Louis Zutter.

## Medaliści
| Medal | Zawodnik      | Kraj       |
| ----- | ------------- | ---------- |
|       | Alfred Flatow | Niemcy     |
|       | Louis Zutter  | Szwajcaria |

## Wyniki
| lp. | Zawodnik            | Kraj       |
| --- | ------------------- | ---------- |
| 1   | Alfred Flatow       | Niemcy     |
| 2   | Louis Zutter        | Szwajcaria |
| –   | Conrad Böcker       | Niemcy     |
| –   | Charles Champaud    | Bułgaria   |
| –   | Gustav Flatow       | Niemcy     |
| –   | Adolphe Grisel      | Francja    |
| –   | Georg Hillmar       | Niemcy     |
| –   | Gyula Kakas         | Węgry      |
| –   | Filipos Karwelas    | Grecja     |
| –   | Fritz Manteuffel    | Niemcy     |
| –   | Joanis Mitropulos   | Grecja     |
| –   | Karl Neukirch       | Niemcy     |
| –   | Andonios Papajanu   | Grecja     |
| –   | Richard Röstel      | Niemcy     |
| –   | Gustav Schuft       | Niemcy     |
| –   | Carl Schuhmann      | Niemcy     |
| –   | Desiderius Wein     | Węgry      |
| –   | Hermann Weingärtner | [ Niemcy   |